# Bhagwa
Bhagwa is een plaats in het district Doda van het Indiase unieterritorium Jammu en Kasjmir.

## Demografie
Volgens de volkstelling uit 2011 heeft Bhagwa een populatie van 5.907, waarvan 2.950 mannen en 2.957 vrouwen. Onder hen waren 1.267 kinderen met een leeftijd tussen de 0 en 6 jaar. De plaats had in 2011 een alfabetiseringsgraad van 52,46%. Onder mannen bedroeg dit 67,16% en onder vrouwen 37,87%.